# رودخانه پسو
رودخانه پسو (به انگلیسی: Psou River) رودخانه‌ای است که در گرجستان، آبخازیا و روسیه جریان دارد.